# Morelle de Linné
Solanum linnaeanum
Pour les articles homonymes, voir Linné.
Espèce
Classification phylogénétique
La morelle de Linné (Solanum linnaeanum) est une plante de la famille des Solanacées et du genre Solanum (les morelles). Synonyme : Solanum sodomaeum (ou Solanum sodomeum). Originaire d'Afrique, elle est naturalisée sur le pourtour méditerranéen, où elle pousse au bord des chemins, dans les friches et les lieux caillouteux, notamment au bord de la mer. Floraison de mai à septembre.

## Description
Plante arbustive vivace, pouvant atteindre jusqu'à 3 mètres, mais généralement bien plus petite. L'ensemble de la plante est très épineux, branches, feuilles et calice. Feuilles ovales profondément lobées, pétiolées. Fleurs violet pâle. Les fruits sont des baies toxiques de 2 à 3 cm de diamètre, d'abord marbrées de vert et de blanc, puis jaune orangé. On les appelle parfois pommes de Sodome (voir Pommier de Sodome).